# Theodor Gomperz
Theodor Gomperz (ur. 29 marca 1832 w Brnie – zm. 29 sierpnia 1912 w Baden) – austriacki filozof i filolog.

## Życiorys
W 1849 rozpoczął studia prawnicze w Wiedniu, które kontynuował w latach 1850-53 jako filolog klasyczny, uzyskując w 1867 tytuł Privatdozenta. W latach 1873–1901 był profesorem filologii klasycznej na uniwersytecie wiedeńskim. Od roku 1882 członek Austriackiej Akademii Nauk. Zajmował się głównie historią filozofii i kultury starożytnej (badacz papirusów herkulańskich z kolekcji Filodemosa z Gadary). Podkreślał szczególną rolę sofistów w rozwoju filozofii starożytnej i wskazywał na znaczną wartość naukową starożytnych teorii fizyczno-matematycznych. W poglądach filozoficznych był zwolennikiem pozytywizmu (zwalczał wszelką metafizykę). Przyczynił się do spopularyzowania tego kierunku w Niemczech, m.in. tłumacząc dzieła Johna Milla. Najbardziej znane prace Gomperza to: Zu Aristoteles Poëtik (1888) oraz Griechische Denker... (t. 1-3 1896-1909, wyd. 5 1965).